# جون هاينز (لاعب هوكي جليد)
جون هاينز (بالإنجليزية: John Hynes)‏ هو لاعب هوكي جليد أمريكي، ولد في 10 فبراير 1975 في وارويك في الولايات المتحدة.

## وصلات خارجية
- جون هاينز على موقع EliteProspects.com (الإنجليزية)
- جون هاينز على موقع HockeyDB.com (الإنجليزية)